# Horodyszcze (rejon kamieniecki)
Horodyszcze (biał. Гарадзішча, Haradziszcza) – wieś na Białorusi, w rejonie kamienieckim obwodu brzeskiego. Miejscowość wchodzi w skład sielsowietu Dmitrowicze.
We wsi znajduje się parafialna cerkiew prawosławna pw. Świętych Apostołów Piotra i Pawła.
W 1899 roku miejscowość należała do prawosławnej parafii pw. Opieki Matki Bożej w Jelonce Małej.